# Multisport Európa-bajnokság
A Multisport Európa-bajnokságot négyévente, nyáron rendezi meg hét sportág szakági szövetsége. Az első ilyen eseményre 2018-ban került sor Berlinben és Glasgowban. A német és a skót város augusztus 2-ától tíz napon át adott otthont az atlétika, evezés, golf, kerékpározás, triatlon, torna és az úszás kontinentális versengéseinek. Az eseményt az olimpiai játékok mintájára hozták létre, azzal a céllal, hogy így a sportágak nagyobb figyelmet kapnak a szponzorok és a szurkolók részéről egyaránt.

## Az Európa-bajnokság története
Az Európai Atlétikai Szövetség, az Európai Úszószövetség, a Nemzetközi Evezősszövetség és a Nemzetközi Triatlon Szövetség 2015-ben megállapodott az egyes sportágak kontinentális bajnokságainak egy Európa-bajnokságon való lebonyolításáról. Az egyes szövetségek és a rendező városok egyéni bajnokságot rendeznek minden sportágnak, összehangolt ütemezéssel és egy egyesítő közös márkanév, egy közös logó alatt. A Multisport Európa-bajnokság égisze alatt négyévente a Szabadtéri atlétikai Európa-bajnokságot, a kerékpárosok Európa-bajnokságát, az Úszó-Európa-bajnokságot, az evezősök Európa-bajnokságát, a triatlonosok és a tornászok kontinenstornáját, valamint a golfozók csapat Európa-bajnokságát rendezik meg. A tornászok és a golfozók szövetsége formálisan 2015. október 23-án csatlakoztak az eseményhez.

## Áttekintés
2018-ban, az első esemény során Berlinben rendezték meg az atlétikai Európa-bajnokságot, a többi sportág versenyeire a skóciai Glasgowban került sor.
A Multisport Európa-bajnokság logója a "A bajnok jelképe" ("Mark of a Champion"), egy csillagot formáló ábra.
Az Európai Műsorsugárzók Uniója kulcsfontosságú partnere az eseménynek, az Eurovíziós Hálózaton keresztül sugározta a versenyek közvetítését, ami így 1,03 milliárd emberhez jutott el becslések szerint. Rádiós és digitális platformon is sugároztak.
Az atlétika versenyei augusztus 7. és 12. között kerültek megrendezésre a berlini Olimpiai Stadionban, míg Glasgowban a vizes sportágaknak a Tollcross International Swimming Centre (úszás), a Royal Commonwealth Pool (műugrás), a Scotstoun Sports Campus (szinkronúszás) és a Loch Lomond (nyílt vízi úszás) adott otthont.
A kerékpárosoknak első alkalommal rendeztek a négy olimpiai szakágból Európa-bajnokságot. A BMX-es pályát külön erre az eseményre alakították ki a  városban, a többi versenyt az Emirates Arénában és a Cathkin Braesben bonyolították le.
A tornászok versenyeinek az SSE Hydro multifunkcionális aréna adott otthont, ahol korábban a 2015-ös világbajnokságot is megrendezték. A golfozók a Gleneagles Hotelben szerepeltek, számukra korábban itt a 2014-es Ryder-kupát rendezték meg.
A triatlonosok a Strathclyde Country Parkban versenyeztek.
Paul Bristow és Marc Joerg társalapítója, valamint a Multisport Európa-bajnokság menedzsmentjének és koncepciójának fejlesztői voltak, részt vevő szövetségek nevében nagyrészt ők felelnek az esemény zavartalan lebonyolításáért.
A Multisport Európa-bajnokság bár hasonló lebonyolítású, nem összetévesztendő a Európa-játékokkal és bár az olimpiai játékok mintájára hozták létre, az Európai Olimpiai Bizottságnak nincs köze a szervezéséhez.

## Rendező városok
| Év   | Rendező város | Rendező ország | Dátum                  | Sportágak                                                                        | Versenyszámok | Részt vevő nemzetek száma | Részt vevő sportolók száma | Helyszín                                                            |
| ---- | ------------- | -------------- | ---------------------- | -------------------------------------------------------------------------------- | ------------- | ------------------------- | -------------------------- | ------------------------------------------------------------------- |
| 2018 | Berlin        | Németország    | 2018. augusztus 2–12.  | Atlétika                                                                         | 50            | 49                        | 1500                       | - Olimpiai Stadion - Breitscheidplatz                               |
| 2018 | Glasgow       | Skócia         | 2018. augusztus 2–12.  | Vizes sportok - Úszás - Műugrás - Toronyugrás - Szinkronúszás - Nyílt vízi úszás | 72            | 48                        | 1072                       | - Swimming Centre - Commonwealth Pool - Sports Campus - Loch Lomond |
| 2018 | Glasgow       | Skócia         | 2018. augusztus 2–12.  | Kerékpározás - Országúti - Pálya - Mountain Bike - BMX                           | 30            |                           | 1055                       | - Emirates Arena - Braes MTB Track - Glasgow BMX Track              |
| 2018 | Glasgow       | Skócia         | 2018. augusztus 2–12.  | Golf                                                                             | 3             | 15                        | 64                         | - Gleneagles, Scotland                                              |
| 2018 | Glasgow       | Skócia         | 2018. augusztus 2–12.  | Torna - Szertorna                                                                | 12            |                           | 311                        | - SSE Hydro                                                         |
| 2018 | Glasgow       | Skócia         | 2018. augusztus 2–12.  | Evezés                                                                           | 18            | 32                        | 600                        | - Country Park                                                      |
| 2018 | Glasgow       | Skócia         | 2018. augusztus 2–12.  | Triatlon                                                                         | 3             |                           | 180                        | - Country Park                                                      |
| 2022 | München       | Németország    | 2022. augusztus 11–21. | Atlétika                                                                         | 50            | 50                        | 1500                       | - Olympiapark - Olimpiai Stadion - München                          |
| 2022 | München       | Németország    | 2022. augusztus 11–21. | Kerékpározás - Országúti - Pálya - Mountain Bike - BMX                           | 30            | 40                        | 770                        | - Olympiapark - Messe München - München                             |
| 2022 | München       | Németország    | 2022. augusztus 11–21. | Torna - Szertorna                                                                | 14            | 50                        | 300                        | - Olympiahalle                                                      |
| 2022 | München       | Németország    | 2022. augusztus 11–21. | Evezés                                                                           | 24            | 30                        | 660                        | - Regatta Course                                                    |
| 2022 | München       | Németország    | 2022. augusztus 11–21. | Triatlon                                                                         | 3             | 30                        | 120                        | - Olympiapark                                                       |
| 2022 | München       | Németország    | 2022. augusztus 11–21. | Sportmászás                                                                      | 8             | 30                        | 300                        | - Königsplatz                                                       |
| 2022 | München       | Németország    | 2022. augusztus 11–21. | Asztalitenisz                                                                    | 5             | 40                        | 260                        | - Rudi-Sedlmayer-Halle                                              |
| 2022 | München       | Németország    | 2022. augusztus 11–21. | Röplabda - Strandröplada                                                         | 2             | 22                        | 128                        | - Königsplatz                                                       |
| 2022 | München       | Németország    | 2022. augusztus 11–21. | Kajak-kenu                                                                       | 41            | 40                        | 675                        | - Regatta Course                                                    |